# BSV Bern
Der BSV Bern ist ein Schweizer Handballverein.

## Geschichte
Der Verein wurde 1951 unter dem Namen Turnverein Oberseminar gegründet. Vereinsgründer war Emil Horle. 1959 wurde der Verein in BSV Bern umbenannt. 2000 wurde die BSV Bern AG gegründet, welche den Betrieb der NLA-Mannschaft organisiert. 2002 schloss sich der BSV mit Handball Muri Bern zusammen und lief unter dem Namen BSV Bern Muri. An der Vereinsversammlung von 2018 wurde beschlossen, fortan wieder BSV Bern zu heissen.
Im Jahre 1959/60 stieg der Verein in die Nationalliga A auf. Bereits im darauffolgenden Jahr wurde die Mannschaft Schweizer Meister im Hallenhandball. Eine besondere Leistung gelang ihr ca. 20 Jahre später (Saison 1979/80), als sie in 18 Partien ungeschlagen den Schweizer Meistertitel holte. Dies schaffte bisher keine weitere Mannschaft. Die erfolgreichen Jahre der Hauptmannschaft waren zu Ende, als sie 1998/99 nach 39 Jahren in die Nationalliga B abstieg. 2002/03 schaffte die Mannschaft wieder den Aufstieg in die NLA (heute Quickline Handball League (QHL)) und spielt fortan im oberen Mittelfeld mit.

## Teams
Nebst dem QHL-Team verfügt der BSV über 8 Nachwuchs- und 3 Breitensport-Teams Mit über 300 aktiven Mitgliedern gehört der BSV zu den grössten Handballclubs im Kanton Bern.

## Kader für die Saison 2025/26
| Nr. | Nat.     | Name               | Position | Geburtsdatum | Grösse |
| --- | -------- | ------------------ | -------- | ------------ | ------ |
| 1   | Schweiz  | Fabio Brändle      | TH       | 29.07.2002   | 1,89 m |
| 2   | Schweiz  | Nico Eggimann      | RM       | 28.04.2001   | 1,84 m |
| 4   | Schweiz  | Nik Jauer          | LA       | 06.08.2001   | 1,75 m |
| 12  | Schweiz  | Yannik Fischer     | TH       | 30.01.2005   | 1,84 m |
| 13  | Schweiz  | Michael Kusio      | RR       | 31.07.1998   | 1,96 m |
| 15  | Schweiz  | Samuel Weingartner | RL       | 07.10.1996   | 1,95 m |
| 16  | Schweiz  | Mathieu Seravalli  | TH       | 15.09.2004   | 1,98 m |
| 18  | Schweiz  | Levin Wanner       | RA       | 18.08.2000   | 1,82 m |
| 19  | Schweiz  | Marco Strahm       | LA       | 15.10.1992   | 1,86 m |
| 20  | Schweden | Hannes Nyström     | KM       | 30.09.1995   | 1,93 m |
| 21  | Schweiz  | Lucas Rohr         | RL       | 16.10.1998   | 1,96 m |
| 23  | Schweiz  | Kaspar Arn         | KM       | 29.05.1994   | 1,91 m |
| 24  | Schweiz  | Jonas Kalt         | RM       | 23.08.2000   | 2,02 m |
| 26  | Schweiz  | Jan Allemann       | RA       | 13.03.2002   | 1,81 m |
| 33  | Schweiz  | Leo Schnyder       | RR       | 08.07.2005   | 1,80 m |
| 52  | Schweiz  | Sandro Gantner     | RR       | 17.061996    | 1,80 m |
| 77  | Schweiz  | Mats Hirt          | KM       | 19.05.2000   | 2,04 m |

## Bisherige Erfolge
1984/85 Schweizer Meister
Die Meistermannschaft: Lehmann/Pécaut/Dizdar; Affolter, Jost, Rubin, Schiesser, Lanker, Stettler, Bachmann, Bäuerle, Baumann, Fischer, Gasser, Gäumann, Gottardi, Hoststettler, Wüthrich
Trainer: Geri Staudenmann.
1979/80 Schweizer Meister
Ungeschlagen in 18 Partien.
Die Meistermannschaft: Eckmann/Adamina; Affolter, Ruedi Weber, Dani Weber, Buser, Bhend, Mosimann, Rolf Mühlethaler, Nacht, Ravasio, Schiesser, Staudenmann.
Trainer: Urs Mühlethaler.
1960/61 Schweizer Meister
Die Meistermannschaft: Sedlmeyer/Stettler; Bigler, Loretan, Beiner, Burkhardt, Lehmann, Mosimann, Brand, Friedli, Scheurer, Teuscher.

## Bekannte ehemalige Spieler
- Marc Baumgartner
- Antoine Ebinger
- Martin Friedli
- Dragan Marjanac
- Alen Milosevic
- Nikola Portner
- Zlatko Portner
- Samuel Röthlisberger
- Martin Rubin
- Max Schär
- Daniel Valo
- Tobias Spring Baumgartner
- Luca Mühlemann